# بريكثرو إنرجي
بريكثرو إنرجي (بالإنجليزية: Breakthrough Energy) هي مبادرة استثمارية وشبكة مؤسسات غير ربحية أسسها الملياردير الأمريكي بيل غيتس في عام 2015، وتهدف إلى تسريع الابتكار في مجال الطاقة النظيفة من أجل التصدي لأزمة تغير المناخ.

## الخلفية
تم الإعلان عن المبادرة لأول مرة خلال مؤتمر الأمم المتحدة لتغير المناخ 2015 في باريس، تحت اسم Breakthrough Energy Coalition، بمشاركة مجموعة من المستثمرين العالميين، من بينهم:
- مارك زوكربيرغ
- جيف بيزوس
- ريتشارد برانسون
- جاك ما
- جورج سوروس

وآخرون.
تهدف المبادرة إلى سد الفجوة بين البحوث العلمية المتقدمة والتمويل التجاري، وذلك من خلال دعم الشركات الناشئة والتقنيات الواعدة التي يمكن أن تسهم في خفض الانبعاثات الكربونية.

## الأنشطة والمبادرات
تشمل أنشطة بريكثرو إنرجي ما يلي:
- Breakthrough Energy Ventures (BEV):

صندوق استثماري بقيمة تزيد على مليار دولار، يموّل شركات ناشئة تعمل في مجالات مثل الزراعة المستدامة، وتخزين الطاقة، والهيدروجين النظيف، والمواد منخفضة الانبعاثات.
- Breakthrough Energy Catalyst:

مبادرة أُطلقت عام 2021 لدعم مشروعات البنية التحتية الضخمة في الطاقة النظيفة، من خلال الشراكة مع القطاعين العام والخاص.
- سياسات ودعم تشريعي:

تسعى المبادرة إلى التأثير في السياسات العامة من خلال الأبحاث والضغط السياسي لدعم الابتكار في الطاقة النظيفة على مستوى العالم.

## شركات مدعومة وابتكارات بارزة
دعمت بريكثرو إنرجي عددًا من الشركات الرائدة في مجال الابتكار المناخي، منها:
- Commonwealth Fusion Systems

شركة تعمل على تطوير مفاعلات الاندماج النووي التجارية باستخدام مغناطيسات فائقة التوصيل.
- Form Energy

طورت بطاريات تعتمد على الحديد-هواء لتخزين الكهرباء بأسعار منخفضة على مدى عدة أيام.
- Quidnet Energy

تعمل على تخزين الطاقة من خلال ضخ المياه في تكوينات صخرية عميقة، وتوليد الكهرباء عند الحاجة.
- CarbonCure Technologies

تُنتج خرسانة منخفضة الكربون عبر حقن ثاني أكسيد الكربون داخل مزيج الخرسانة، مما يقلل الانبعاثات ويحسن الأداء.
- Pivot Bio

شركة للتكنولوجيا الحيوية تطور بدائل ميكروبية صديقة للبيئة للأسمدة النيتروجينية التقليدية.

## الشركاء
تعمل بريكثرو إنرجي مع عدة شركاء عالميين من بينهم:
- المفوضية الأوروبية
- بنك الاستثمار الأوروبي
- شركة بلاك روك
- وزارة الطاقة الأمريكية
- مايكروسوفت

## التأثير
ساهمت المبادرة في تمويل العشرات من الشركات التي تعمل على تطوير تقنيات مثل احتجاز الكربون، والوقود الصناعي، والطاقة الحرارية الأرضية، وتكنولوجيا الشبكات الذكية.